# Dicranomyia picticauda
Dicranomyia picticauda är en tvåvingeart som först beskrevs av Alexander 1979.  Dicranomyia picticauda ingår i släktet Dicranomyia och familjen småharkrankar.
Artens utbredningsområde är Ecuador. Inga underarter finns listade i Catalogue of Life.